# Караев, Клыч
Клыч Кара́ев (1907 год, село Атаяб, Хивинское ханство — неизвестно, село Атаяб, Ленинский район, Ташаузская область, Туркменская ССР) — бригадир колхоза имени Тельмана Ленинского района Ташаузской области, Туркменская ССР. Герой Социалистического Труда (1950).

## Биография
Родился в 1907 году в крестьянской семье в селе Атаяб Хивинского ханства (в советское время — на территории Ленинского района, ныне — Акдепинский этрап Дашогузского велаята).
Трудился в частном сельском хозяйстве. В послевоенное время — бригадир хлопководческой бригады колхоза имени Ленина Ленинского района.
В 1948 году участвовал в ликвидации последствий Ашхабадского землетрясения, за что был награждён орденом «Знак Почёта».
В 1949 году бригада под его руководством собрала в среднем с каждого гектара по 58,6 центнера хлопка-сырца на участке площадью 35 гектаров. Указом Президиума Верховного Совета СССР от 21 июля 1950 года удостоен звания Героя Социалистического Труда за «получение высокого урожая хлопка на поливных землях в 1949 году» с вручением ордена Ленина и золотой медали «Серп и Молот» (№ 5294).
Этим же Указом званием Героя Социалистического Труда были награждены десять тружеников колхоза имени Тельмана (в том числе Джумагуль Сапарклычева, Гульджан Сарыева, Патма Тагибаева).
Проживал в родном селе Атаяб. С 1968 года — персональный пенсионер союзного значения. Проживал в Ильялинском районе. Дата смерти не установлена.
Награды
- Герой Социалистического Труда
- Орден Ленина
- Орден Трудового Красного Знамени (14.02.1947)
- Орден «Знак Почёта» (28.01.1950)
- Медаль «За трудовую доблесть» (11.06.1949)